# Cucuieți (Trotuș)
Il fiume Cucuieți è un affluente del fiume Trotuș in Romania.